# Biała Hańcza
Biała Hańcza (lit. Baltoji Ančia) – rzeka w południowej części Litwy. Swój początek bierze wypływając z jeziora Hańcza w rejonie łoździejskim (Lazdijai), na terenie Wiejsiejskiego Parku Regionalnego. Początkowo rzeka płynie na południowy zachód, jednak po minięciu miasta Kopciowo (Kapčiamiestis) skręca na wschód. W dalszym swoim biegu tworzy sztuczny zbiornik Biała Hańcza powstały poprzez spiętrzenie rzeki przez elektrownię wodną. Następnie płynie na południowy wschód, po czym kończy swój bieg uchodząc do Niemna na granicy z Białorusią. Do początku XX w. rzeka stanowiła granicę między osadnictwem polskim i litewskim.
Rzeka osiąga długość 60 km, zaś jej dorzecze to 791 km². Tworzy 300–500-metrową dolinę. Sama rzeka mierzy 8–12 metrów szerokości w biegu górnym oraz 15–20 metrów w biegu dolnym. Średnioroczny przepływ wody przy ujściu to 5 m³/s.
Dopływy Białej Hańczy to:
- Nieda (P),
- Neviedė (L),
- Stirta (L),
- Seira (L).

Szlak Białej Hańczy jest popularnym miejscem uprawiania turystyki kajakowej. Ze względu na dość powolny nurt, nieliczne przeszkody i stosunkowo gęsto rozmieszczone pola biwakowe, rzeka może być celem spływów weekendowych.